# Johnny Dean
Johnny Dean, de son vrai nom John Hutchinson Dean (né le 12 décembre 1971 à Salisbury) est un chanteur britannique.

## Biographie
Fils d'un membre de la Royal Air Force, il a une éducation nomade à travers le Royaume-Uni et l'Europe, puis va brièvement dans une école d'art avant sa carrière musicale. Dean apparaît dans le clip Do You Remember The First Time de Pulp et un article de Select sur un supposé mod revival à Londres.
Chris Gentry et Johnny Dean créent le groupe Menswear en 1994. Le groupe britpop dure aussi longtemps que la mode, jusqu'en 1998.
Eddie Argos, le chanteur de Art Brut, écrit avec son premier groupe The Art Goblins une chanson I Wanna Be Johnny Dean puis, avec Art Brut, These Animalmenswe@r (The Rock And Roll Idiots).
Johnny Dean, à la suite d'une dépression, est diagnostiqué en 2008 du syndrome d'Asperger et s'engage alors avec la National Autistic Society en exprimant le tourment qu'il a éprouvé avant son diagnostic et son désir de sensibiliser au trouble du spectre de l'autisme.
Le 7 juin 2013, Johnny Dean donne son premier concert avec Nuis@nce Band avec des reprises de David Bowie au profit de la National Autistic Society.
Johnny Dean et les nouveaux membres de Menswear donnent son premier concert le 16 août 2013. L'événement à guichets fermés est au profit de l'association de santé mentale PMA Sport's Academy et de la campagne #TimeToChange que Johnny Dean présente.
Un message sur Twitter en août 2016 annonce la dissolution du groupe. Dean crée ensuite un nouveau groupe, Fxxk Explosion.